# São Cristóvão (Rio de Janeiro)
São Cristóvão (ufficialmente Bairro Imperial de São Cristóvão) è un quartiere (bairro) della zona centrale della città di Rio de Janeiro in Brasile.

## Amministrazione
São Cristóvão fu istituito come bairro a sé stante il 23 luglio 1981 come parte della omonima Regione Amministrativa VII del municipio di Rio de Janeiro.
Nel 1998 una parte del suo territorio fu separata con la creazione del quartiere Vasco da Gama in onore della squadra calcistica omonima che quell'anno aveva vinto la Coppa Libertadores nel centenario della sua fondazione. Il nuovo quartiere sorse proprio intorno allo stadio São Januário, sede delle partite casalinghe del club.
Nel 2007 il municipio di Rio de Janeiro cambiò ufficialmente nome al quartiere decretandolo Imperial per l'importanza storica assunta in particolare all'inizio del XIX secolo quando la corona portoghese in esilio si trasferì in Brasile presso il Palazzo di São Cristóvão, nell'attuale parco Quinta da Boa Vista, che divenne poi la sede dell'Impero del Brasile.